# Jan Petříček (entomolog)
Jan Petříček (7. dubna 1896 Luštěnice – 1. října 1968 Říčany) byl československý legionář, muzejník, entomolog, botanik, divadelní režisér.

## Stručný životopis
Jan Petříček se narodil roku 1896 v Luštěnicích a po vystudování Obchodní akademie nastoupil do 44. pěšího pluku rakousko-uherské armády, odkud v roce 1917 přešel k československým legiím v Rusku. V legiích působil u 5. střeleckého pluku, službu u legií ukončil roku 1920. Po návratu do Čech pracoval až do roku 1948 jako úředník na Ministerstvu železnic. Od roku 1926 žil v Říčanech a působil jako herec a režisér u ochotnických divadelních spolků Tyl Říčany a Dramatika Radošovice. Po roce 1948 pracoval jako skladník v Uhříněvsi. Současně se intenzivněji začal věnoval svým dlouhodobým přírodovědným zájmům - entomologii a botanice. Spolupracoval s Janem Tichým a společně vytvořili pro Muzeum Říčany entomologickou sbírku, Petříček navíc pro muzeum vytvářel herbáře a věnoval se dokumentaci památných stromů. Zemřel roku 1968 v Říčanech.

## Význam pro entomologii
Po Janu Petříčkovi je pojmenován krascovitý brouk Sphenoptera Petriceki Obbg.